# 王良佐 (弘治進士)
王良佐（1474年—？），字□□，湖廣荊州府夷陵州人，民籍，明朝政治人物。

## 生平
弘治十一年（1498年）戊午科湖廣鄉試第三十四名舉人。弘治十八年（1505年）中式乙丑科會試第二百八十一名，三甲第二名進士。授行人，正德六年（1511年）八月选授兵科給事中，八年点视各营牧放马匹，十年五月与御史周伦、主事侯纶奉命选各营卫官军操练。十一年二月升刑科右，十二月升工科左，十二年七月升陕西布政司左参议，
嘉靖元年（1522年）六月复除四川布政司右参议。

## 家族
曾祖王文選，贈□；祖父王傑，□；父王璲，左長史。母劉氏（封孺人、加封宜人）；侄子嘉靖四十一年進士王篆。